# La Groise Communal Cemetery
La Groise Communal Cemetery is een Britse militaire begraafplaats gelegen in de Franse plaats La Groise (Noorderdepartement). De begraafplaats wordt onderhouden door de Commonwealth War Graves Commission.
De begraafplaats telt 5 geïdentificeerde Gemenebest graven uit de Eerste Wereldoorlog.